# Château de Châtres
Le château de Châtres est un château situé à Champcevrais, en France.

## Localisation
Le château est situé dans le département français de l'Yonne, sur la commune de Champcevrais.

## Historique
L'édifice est inscrit au titre des monuments historiques en 1985.